# Central nuclear de Óbninsk
La Central nuclear de Óbninsk (en ruso: Обнинская атомная электростанция) fue una central nuclear soviética ubicada en Óbninsk, actual Rusia y que entró en funcionamiento el 26 de junio de 1954, convirtiéndose en la primera central nuclear civil de la historia. Tenía un reactor de uranio y grafito, de tipo AM-1 (en ruso: Atom Mirnij átomo pacífico). Generaba 5 MW con solo un 17% de rendimiento térmico. 
Fue desactivada el 29 de abril de 2002 y convertida en un museo. 